# محمد غارغو
محمد غارغو (بالإنجليزية: Mohammed Gargo)‏، من مواليد 19 يونيو 1975، لاعب كرة قدم غاني.
لعب مع منتخب غانا لكرة القدم.

## روابط خارجية
- محمد غارغو على موقع الاتحاد الدولي (مؤرشف)  (الإنجليزية)
- محمد غارغو على موقع قاعدة بيانات كرة القدم.إي يو (الإنجليزية)
- محمد غارغو على موقع ناشيونال فوتبول تيمز (الإنجليزية)
- محمد غارغو على موقع كووورة
- محمد غارغو على موقع اللجنة الأولمبية الدولية (الإنجليزية)
- محمد غارغو على موقع أوليمبيديا (الإنجليزية)